# Боша

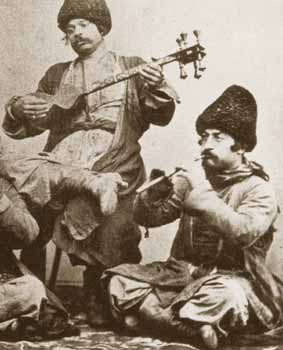
Цигани-боша. Фотографія XIX століття.
З книги М.Безсонова та Н.Деметер
«Історія циган. Новий погляд»

Боша (вірм. բոշա боша, вірм. գնչու гнчу; груз. ბოშა боша) — етнографічна група циган, які проживають у Вірменії, Грузії і Туреччині. Самоназва — лом.

## Опис
Вважається, що циганські групи вперше з'явилися на території Вірменії, Грузії і Туреччини в XI—XII ст. внаслідок майже трьохсотлітньої міграції з північно-західних і центральних частин Індійського півострова через Іранське нагір'я. Одна гілка циган, відірвавшись від основної маси своїх одноплемінників, залишилася у Вірменії і в Малій Азії і згодом, прийнявши християнство вірменського спрямування, поклало початок формуванню самобутньої етнографічної групи — вірменських циган — боша. Після геноциду 1915 року основна маса уцілілих від різанини боша перемістилася в Східну Вірменію і Грузію.
Самоназва вірменських циган — лом (від санскрит. демба — назви однієї з нижчих каст, пор. євр. циган. ром, азіат. циган. будинок). Мовою спілкування є виключно вірменська (західні діалекти), однак і донині існує таємна мова — ломаврен, яка використовує словниковий фонд індоарійського походження і граматику вірменської мови. Зазначена мова використовується при таємних розмовах, коли боша не хочуть, щоб оточуючі зрозуміли, про що йде мова. Хоча християнство наклало великий відбиток на психологію і світогляд боша, однак традиційні заняття і спосіб життя, що виявилися більш живучими, збереглися і понині. Всі вірменські цигани вважають себе вірменами, хоча на рівні побутової свідомості відчувають деяку відчуженість. Оскільки боша займають низьке положення в соціальній ієрархії, вони часом приховують свою приналежність до даної етнографічної групи. Так чи інакше, боша опинилися в парадоксальному становищі — знаючи, що вони не «чисті» вірмени, боша всіляко намагаються довести своє вірменське походження. Наприклад, серед боша майже повністю відсутні сторонні (європейські, російські) імена, що популярні безпосередньо у вірмен. Кожен етнос прагне до самозбереження, вірменські цигани, проте, намагаються прискорити процес асиміляції. Дослідник В. Восканян передбачає (2011), що вже в найближчому майбутньому ця група повністю зникне.

## Чисельність і розселення
У кінці XIX і на початку XX століття на території налічувалося понад 50 тис. боша, які проживали в основному у районах Євдокії (Токат), Бойабада, Візир-Кепру, Карса, Ерзерума, Басена, Ахалкалакі, Ахалцихе, Олти, Сарикамишу і т. д. Є також свідчення про те, що численна колонія боша проживала в Єревані, в районі Конд.
Зараз у Вірменії цигани проживають в Єревані (в районах Сарі-Тах, Канакер, Мараш), в Гюмрі (у районі Боші-Майла), в селищі Харберд (в основному репатріанти 1947—1948 рр. з Греції). На території Грузії боша мешкають у містах Ахалкалакі і Ахалцихе, а також в інших районах. Загальна чисельність боша наближається до 10—12 тисяч, з яких близько 8—9 тис. — у Вірменії (2018 рік). В Росії живуть кілька сотень сімей. Верипланские ломи живуть по всій Росії: Сочі, Адлер, Армавір, Краснодар, Ростов, Ставрополь, Нижній Новгород, Ульяновськ, Москва, у США і Канаді, у Німеччині. Є свідчення про те, що на території Туреччини і понині проживають і прийняли іслам вірменські цигани боша, загальна чисельність яких сягає 12 тис. (за даними на 1987 р.).